# Eupithecia mitigata
Eupithecia mitigata är en fjärilsart som beskrevs av Karl Dietze 1906. Eupithecia mitigata ingår i släktet Eupithecia och familjen mätare. Inga underarter finns listade i Catalogue of Life.